# Ebles II de Roucy
Ebles II de Montdidier, mort en mai 1103, fils d'Hilduin IV de Montdidier, comte de Roucy et seigneur de Ramerupt, et d'Alix de Roucy, est comte de Roucy de 1063 à 1103.

## Biographie
Il part en Espagne pour combattre les Sarrasins durant ce qu'on appelle la croisade de Barbastro (1064), puis aide Sanche Ramirez, roi d'Aragon, à faire la conquête du royaume de Pampelune (1076).
À cette seconde expédition participe également son neveu Rotrou III du Perche. Après la victoire, Sanche épouse Félicie de Roucy, la sœur d'Ebles. 
On peut supposer qu'il participe à d'autres aventures lointaines, et notamment contre Byzance avec Robert Guiscard, prince de Salerne, puis qu'il en épouse la fille, vers 1081. En 1082, il fait la donation de sa voiries à Mortcerf à l'abbaye de Saint-Martin de Pontoise. 
Ebles et ses fils ne participent pas à la première croisade, ce qui est surprenant, étant donné leur caractère aventureux et les alliances contractés avec des seigneurs de l'Orient Latin.
Il prend part aux croisades en Espagne et en Italie en espérant recevoir une principauté plus importante que son comté de Roucy, mais n'obtient rien. De retour en Champagne, il cherche à se tailler une principauté aux dépens de ses voisins, et de l'archevêque de Reims. Suger le qualifie, ainsi que son fils Guiscard, de baron très tyrannique et tumultueux, décrivant les ravages qu'il fit dans le Rémois. Au cours de l'été 1102, le futur roi Louis VI le Gros dut partir en guerre, pour mettre fin à ses déprédations et le soumettre.

## Mariage et enfants
De son épouse Sibylle de Hauteville, fille de Robert Guiscard, prince de Salerne, et de Sykelgaite de Salerne, il laissa : 
- Guiscard Cholet ;
- Thomas Cholet ;
- Hugues Ier Cholet (v. 1090 † 1160), comte de Roucy ;
- Ebles, père d'un autre Ebles ;
- Manassès, père d'un Thomas et d'une Pétronille, mariée à Raoul, comte de Vieille-Ville ;
- Ermengarde, mariée à Gervais, seigneur de Bazoches, probablement parent de Gervais de Bazoches, prince de Galilée ;
- Mabille (v. 1095 † 1122), mariée en premières noces à Hugues du Puiset (1070 † 1112), seigneur du Puiset (Hugues II) et comte de Jaffa (Hugues Ier), et en secondes noces en 1121 à Albert de Namur (1070 † 1122), comte régent de Jaffa ;
- Agnès, mariée à Geoffroy de Ribeaumont, puis à Simon II, seigneur de Clefmont.

## Une famille inconnue
La Chronicon Lætiense mentionne un Ebles, comte de Roucy, fils d'Hildouin et père de quatre filles :
- Béatrix, mariée à Gauthier de Fontaine ;
- une fille mariée à Alard de Châtelain ;
- une fille mariée à Henri de Birbais ;
- une fille mariée à Guillaume de Hauterive.

Le seul comte de Roucy prénommé Ebles et fils d'Hildouin est Ebles II, mais les filles et gendres mentionnées par la chronique ne correspondent pas aux filles et gendres connus. De fait, on ne sait pas quel crédit accorder à cette information.